# پسابرداشت

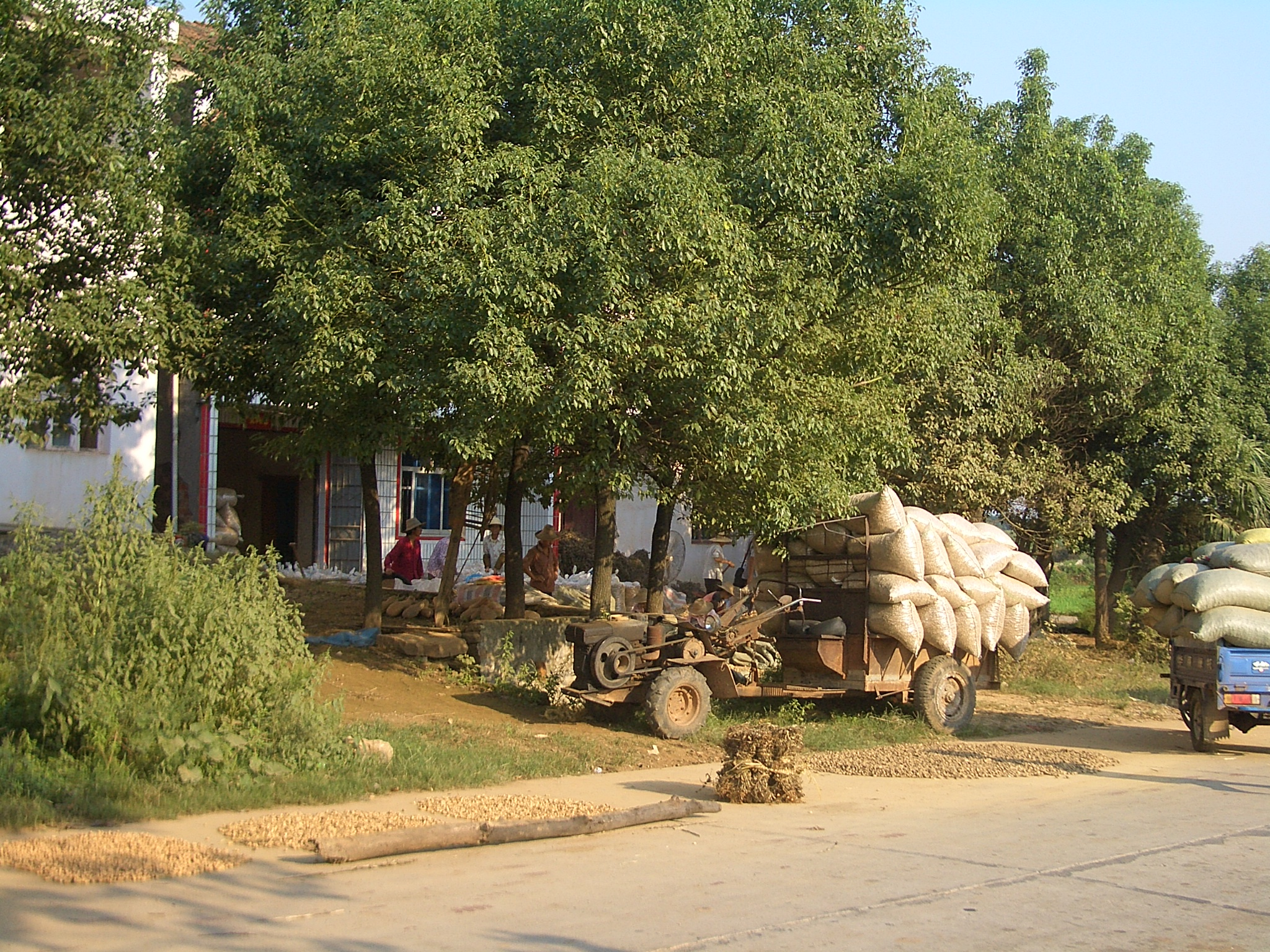
خشک کردن و کیسه‌کردن بادام زمینی در چین

پسابرداشت یا پس از برداشت که گاهی با نام فیزیولوژی پس از برداشت نیز شناخته می‌شود، دانش بررسی مراحل تولید محصول کشاورزی بلافاصله پس از برداشت است. از جمله سرمایش، تمیز کردن، دسته‌کردن و بسته‌بندی. به‌عنوان بخشی از علم پسابرداشت، انبارداری محصولات کشاورزی و نگه‌داری آن‌ها چه در محصولات تازه‌خوری و چه در محصولات فرآوری‌شده نقش بسیاری بر کاهش ضایعات و افزایش کیفیت آن‌ها دارند.